# Antwerpse handjes

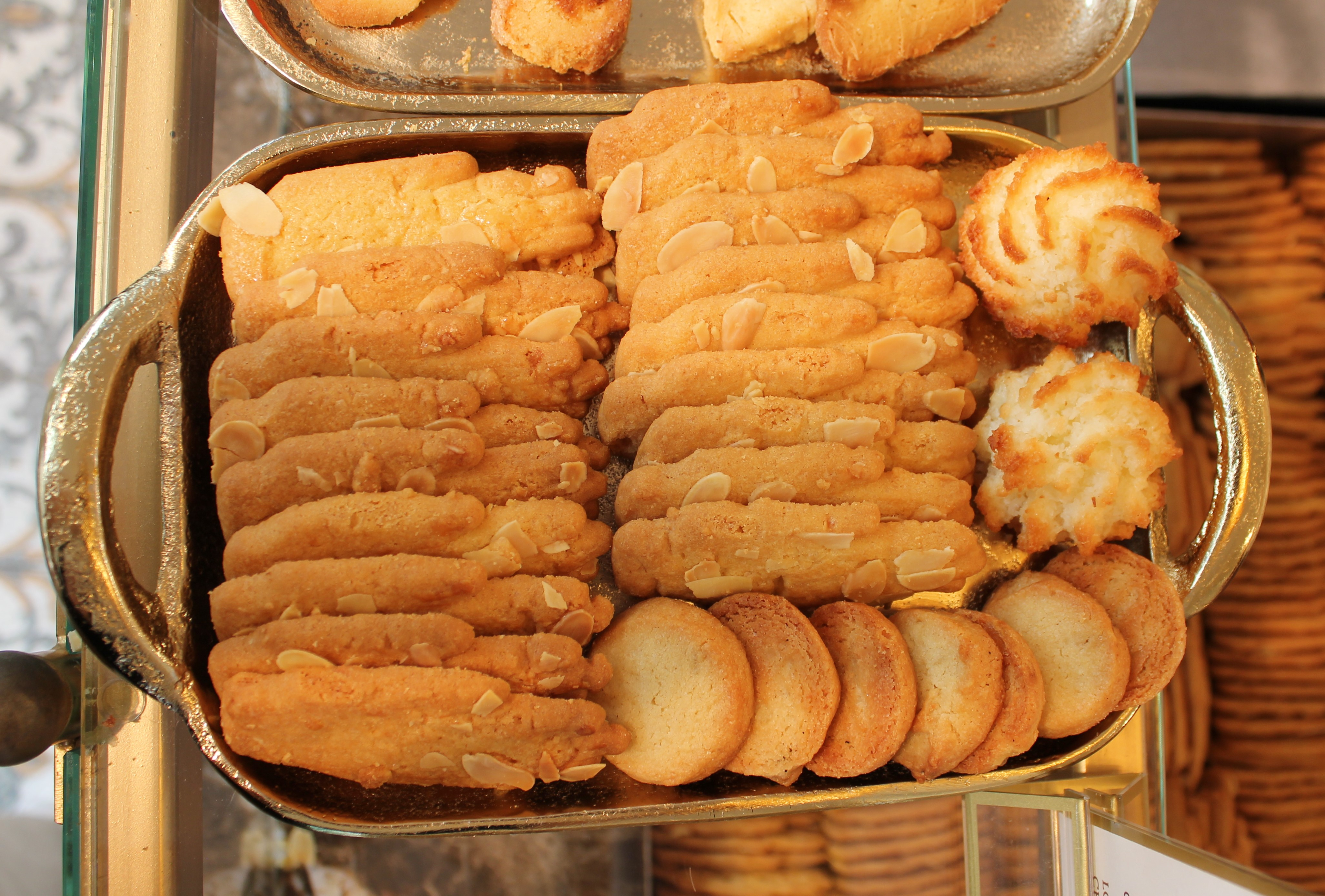
Schaal met Antwerpse handjes in een bakkerij in Antwerpen

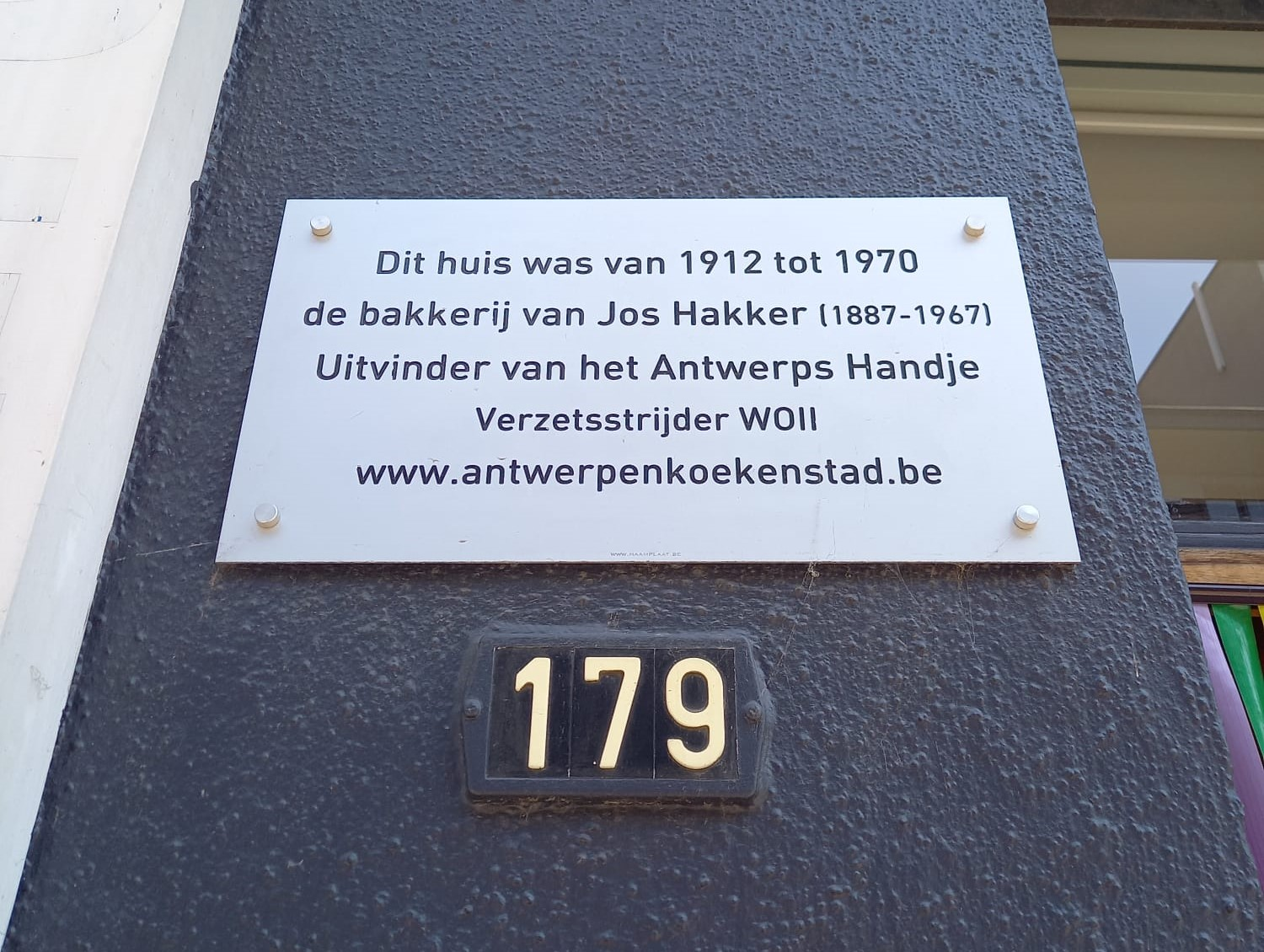
Het gebouw waar de bakkerij van Jos Hakker gevestigd was in de Provinciestraat, Antwerpen.

Antwerpse handjes zijn een Antwerps streekproduct in de vorm van een handje. Deze handjes verwijzen naar de sage van de reus Druon Antigoon, die handen afhakte van schippers die geen tol wilden betalen. Hij werd uiteindelijk gedood door Silvius Brabo, die de hand van Antigoon in de Schelde wierp.
Het idee voor het handje ontstond uit een wedstrijd georganiseerd door de Koninklijke Vereniging van Meester Banketbakkers van Antwerpen. In 1934 kwam de Amsterdamse joodse banketbakker Jos Hakker met het winnende ontwerp: een dessertkoekje in de vorm van een handje, gemaakt van boter, suiker, eieren, bloem en geschaafde amandelen. De vorm, samenstelling en verpakking zijn nu beschermd door octrooi en eigendom van de Syndikale Unie voor Brood-, Banket-, Chocolade- en IJsbedrijf VZW.
Naast koekjes zijn er ook chocolade handjes, oorspronkelijk zonder vulling. Sinds 1982 zijn er varianten met marsepein en Elixir d'Anvers, en met pralinévulling.